# Rudolf Eberle (Politiker, 1926)

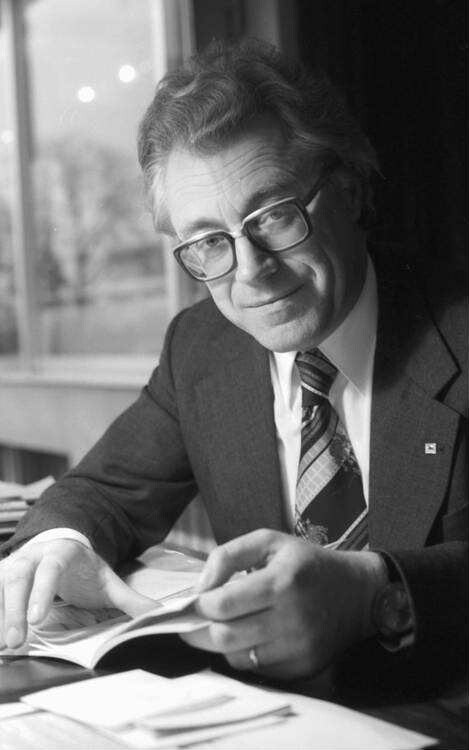
Rudolf Eberle (1976)

Rudolf Eberle (* 29. März 1926 in Steinbach; † 17. November 1984 in Ludwigsburg) war ein deutscher Volkswirt und Politiker (CDU).

## Leben
Nach dem Schulbesuch wurde Eberle zur Wehrmacht einberufen und nahm ab 1944 als Soldat am Zweiten Weltkrieg teil. Zuletzt geriet er in französische Kriegsgefangenschaft, aus der er 1948 entlassen wurde. Er holte dann das Abitur nach und absolvierte im Anschluss ein Werksstudium in den Fächern Philosophie, Geschichte und Volkswirtschaftslehre an der Universität Freiburg. Dort wurde er aktives Mitglied der Katholischen Studentenverbindung Germania-Hohentwiel, danach des KStV Neuenfels, beide im KV. 1955 wurde er in Freiburg mit dem Dissertationsthema Objekt und Methoden von Dorfuntersuchungen in Deutschland zum Dr. rer. pol. promoviert.
Nach seiner Promotion arbeitete Eberle als wissenschaftlicher Assistent an der Universität Freiburg sowie bei der Gesellschaft für Agrarpolitik und Agrarsoziologie in Bonn. Von 1957 bis 1969 war er Geschäftsführer der Planungsgemeinschaft Hochrhein und von 1969 bis 1972 als Hauptgeschäftsführer der Industrie- und Handelskammer Hochrhein.
Eberle trat der CDU bei und war von 1962 bis 1971 Stadtrat in Säckingen. Bei der Landtagswahl im April 1964 wurde er erstmals in den Landtag von Baden-Württemberg gewählt, dem er bis zu seinem Tod angehörte (Nachfolger wurde Peter Straub). Er wurde am 8. Juni 1972 als Minister für Wirtschaft, Mittelstand und Verkehr in die von Ministerpräsident Hans Filbinger geführte Landesregierung berufen und blieb auch unter Ministerpräsident Lothar Späth im Amt. Im Juni 1984 wurde dann das Ressort in Ministerium für Wirtschaft, Mittelstand und Technologie umgewandelt.
Rudolf Eberle liebte klassische Musik und förderte z. B. Anne Sophie Mutter durch Vermittlung des Ankaufs einer Emiliani-Geige und Hortense von Gelmini durch ein Dirigat beim SWF.
Eberle starb unerwartet 1984 an einem Herzinfarkt, woraufhin der von ihm im gleichen Jahr gegründete Innovationspreis für kleine und mittlere Unternehmen in Dr.-Rudolf-Eberle-Preis umbenannt wurde. 
In vielen Gemeinden Baden-Württembergs finden sich heute nach ihm benannte Straßen oder Schulen (z. B. die Dr.-Rudolf-Eberle-Schule in Todtmoos und die Rudolf-Eberle-Schule in Bad Säckingen).